# Kabinett Brüning II
Das Kabinett Brüning II amtierte vom 10. Oktober 1931 bis zum 1. Juni 1932. Diese Regierung war das zweite Präsidialkabinett der Weimarer Republik, geführt vom Zentrumspolitiker Heinrich Brüning. Das Kabinett Brüning II regierte in der 5. Periode des Deutschen Reichstages.

## Krise des Kabinetts Brüning I
Einer der Auslöser der Krise des Kabinetts Brüning I war das Scheitern des Planes zu einer deutsch-österreichischen Zollunion. Dadurch geriet Außenminister Julius Curtius in Bedrängnis. Sowohl von der politischen Rechten, aber auch von Teilen der Zentrumspublizistik wie auch von seiner eigenen Partei, der DVP, kam es zu öffentlicher Kritik bis hin zu Rücktrittsaufforderungen. Curtius bat Brüning am 3. Oktober, den Reichspräsidenten Paul von Hindenburg um seine Entlassung zu ersuchen.
Der Rücktritt allein war nicht bedeutend genug, um eine Regierungskrise auszulösen. Wichtiger war, dass im Hintergrund verschiedene Kräfte, unter ihnen Kurt von Schleicher, zu einer deutlich rechteren Politik drängten. Brüning selbst stand dem nicht abgeneigt gegenüber. Allerdings machte er in Gesprächen mit Alfred Hugenberg und Adolf Hitler eine Beteiligung der Rechten an der Regierung von der Bedingung abhängig, dass diese bei der bevorstehenden Reichspräsidentenwahl Hindenburg unterstützen würden, wozu die Rechtsparteien nicht bereit waren. Es war denn vor allem Hindenburg, der auf eine Kabinettsumbildung bestand. Diesem ging es darum, solche Minister loszuwerden, die ihm als zu katholisch oder zu links erschienen. Hindenburg beharrte nach einem Gespräch mit Brüning darauf, dass die Mitglieder des Kabinetts parteipolitisch nicht gebunden und deutlich konservativer als zuvor sein sollten. Heinrich Brüning versprach diese Ziele zu beachten; daraufhin nahm Hindenburg den Rücktritt der Regierung an. Gleichzeitig ersuchte er Brüning um die Bildung eines neuen Kabinetts.

## Kabinettsumbildung
Die Bildung der neuen Regierung war am 9. Oktober abgeschlossen. Diese war weniger rechtsorientiert als Hindenburg gewünscht hatte. Es war Brüning nicht gelungen, einen führenden Vertreter der Schwerindustrie zur Teilnahme zu bewegen, stattdessen übernahm Hermann Warmbold, der zuvor im Vorstand der BASF saß, das Amt des Wirtschaftsministers. Das Innenministerium, das bisher von dem linken Zentrumsmann Joseph Wirth geleitet wurde, wurde kommissarisch vom Reichswehrminister Wilhelm Groener mit übernommen. Das Justizministerium übernahm der bisherige Staatssekretär Curt Joël. Dieser war konservativ und stand der DNVP nahe. Gottfried Treviranus (Konservative Volkspartei) ersetzte Theodor von Guérard (Zentrum) als Verkehrsminister. Das Amt des Außenministers übernahm Brüning selbst. An der übrigen Ministerriege änderte sich zunächst nichts. Am 7. November wurde zusätzlich Hans Schlange-Schöningen (Christlich-Nationale Bauern- und Landvolkpartei) zum Reichskommissar für die Osthilfe und zum Minister ohne Geschäftsbereich ernannt.
Die DVP war in der Regierung nicht mehr vertreten. Sie sprach der Regierung das Misstrauen aus und wandte sich nach rechts, ohne sich jedoch an der Harzburger Front zu beteiligen. Deren Gründung führte dazu, dass die SPD das neue Kabinett als kleineres Übel stützte. Unter anderem mit Hilfe der Sozialdemokraten überstand die Regierung am 16. Oktober verschiedene Misstrauensanträge. Am selben Tag vertagte sich der Reichstag bis Februar 1932.

### Zusammensetzung
| Kabinett Brüning II 10. Oktober 1931 bis 30. Mai 1932 | Kabinett Brüning II 10. Oktober 1931 bis 30. Mai 1932 | Kabinett Brüning II 10. Oktober 1931 bis 30. Mai 1932                           | Kabinett Brüning II 10. Oktober 1931 bis 30. Mai 1932 | Kabinett Brüning II 10. Oktober 1931 bis 30. Mai 1932 |
| ----------------------------------------------------- | ----------------------------------------------------- | ------------------------------------------------------------------------------- | ----------------------------------------------------- | ----------------------------------------------------- |
| Reichskanzler                                         |                                                       | Heinrich Brüning                                                                |                                                       | Zentrum                                               |
| Vizekanzler                                           |                                                       | Hermann Dietrich                                                                |                                                       | DStP                                                  |
| Auswärtiges Amt                                       |                                                       | Heinrich Brüning                                                                |                                                       | Zentrum                                               |
| Inneres                                               |                                                       | Wilhelm Groener Mit der Wahrnehmung der Geschäfte beauftragt                    |                                                       | parteilos                                             |
| Finanzen                                              |                                                       | Hermann Dietrich                                                                |                                                       | DStP                                                  |
| Wirtschaft                                            |                                                       | Hermann Warmbold bis 5. Mai 1932                                                |                                                       | parteilos                                             |
| Wirtschaft                                            |                                                       | Staatssekretär Ernst Trendelenburg Mit der Wahrnehmung der Geschäfte beauftragt |                                                       | DStP                                                  |
| Arbeit                                                |                                                       | Adam Stegerwald                                                                 |                                                       | Zentrum                                               |
| Justiz                                                |                                                       | Curt Joël                                                                       |                                                       | parteilos                                             |
| Reichswehr                                            |                                                       | Wilhelm Groener                                                                 |                                                       | parteilos                                             |
| Post                                                  |                                                       | Georg Schätzel                                                                  |                                                       | BVP                                                   |
| Verkehr                                               |                                                       | Gottfried Treviranus                                                            |                                                       | KVP                                                   |
| Ernährung und Landwirtschaft                          |                                                       | Martin Schiele                                                                  |                                                       | CNBL                                                  |
| Ohne Geschäftsbereich                                 |                                                       | Hans Schlange ab 5. November 1931                                               |                                                       | CNBL                                                  |

## Regierungshandeln
Die Regierung Brüning agierte gegenüber den Nationalsozialisten eher nachsichtig. Die Boxheimer Dokumente wurden etwa in ihrer Bedeutung heruntergespielt, ehe dann doch ein Hochverratsprozess eingeleitet wurde. Hintergrund war die Hoffnung, Adolf Hitler und seine Partei dazu zu bringen, die radikale Oppositionsrolle zu Gunsten einer Mitarbeit etwa in der Regierung aufzugeben. Diese Annäherung an die NSDAP rief sowohl bei den Sozialdemokraten wie auch bei Vertretern der Regierungsparteien Unverständnis hervor. In einer Rundfunkansprache am 8. Dezember 1931 hat sich Brüning dann von der NSDAP distanziert.
Am selben Tag wurde die „Vierte Notverordnung zur Sicherung von Wirtschaft und Finanzen und zum Schutz des inneren Friedens“ erlassen. Ihr waren schwierige Verhandlungen im Kabinett vorangegangen. Die Regierung hielt aus außenpolitischen Gründen an ihrem Deflationskurs fest. Es kam weder zu einer aktiven Konjunkturpolitik noch zu kreditfinanzierten Arbeitsbeschaffungsmaßnahmen. Die Löhne wurden ebenso herabgesetzt wie die Preise. Dadurch hoffte die Regierung, dass einerseits die Massenkaufkraft nicht stark abnahm und dass andererseits deutsche Produkte im Ausland besser abgesetzt werden konnten. Nur verhalten wurde der Zinssatz gesenkt. Gleichzeitig wurde die Umsatzsteuer erhöht. Beides hatte eher negative Auswirkungen auf die Konjunktur. Die Notverordnung versuchte auch, der Radikalisierung im Inneren entgegenzuwirken. So wurden ein allgemeines Uniformverbot für politische Organisationen erlassen.
Zentrales Projekt der Regierung Brüning war das Ende der Reparationszahlungen. In Basel beriet der beratende Sonderausschuss bei der Bank für internationalen Zahlungsausgleich auf Antrag der Reichsregierung über die Frage, ob Deutschland seinen Verpflichtungen zur Reparationszahlungen gemäß dem Young-Plan noch nachkommen könne. Der Ausschuss schlug weitgehende Schritte zu einer Totalrevision der Reparationszahlungen und eine internationale Konferenz in Lausanne vor. Am 6. Januar 1932 erklärte Brüning, dass auch nach Auslaufen des Hoover-Moratoriums Deutschland nicht in der Lage wäre, die Reparationszahlungen wieder aufzunehmen. Die Konferenz von Lausanne fand erst nach dem Ende des Kabinetts statt und führte zu einem faktischen Ende der Reparationszahlungen.
Im Februar 1932 begann die Abrüstungskonferenz in Genf. Auf dieser fordert Brüning die Aufhebung die Deutschland betreffenden Entwaffnungsbestimmungen des Versailler Vertrages.
Am 26. Februar scheitert ein Misstrauensvotum von NSDAP, DVP und DNVP gegen die Wirtschaftspolitik der Regierung Brüning. Der Reichspräsident erließ am 29. März eine Notverordnung, die es der Regierung erlaubte, ohne Beteiligung des Reichstages haushaltsrelevante Entscheidungen zu treffen.
In die Regierungszeit des zweiten Kabinetts Brüning fällt der Wahlkampf und die Reichspräsidentenwahl, bei der Hindenburg im zweiten Wahlgang von SPD und Zentrum unterstützt gegen Hitler und Ernst Thälmann wiedergewählt wurde.

## Ende der Regierung Brüning
Die Regierung ordnete den Kampf gegen die Massenarbeitslosigkeit dem Ziel unter, zu einer Beendigung der Reparationszahlungen zu kommen. Zu einem wirklichen staatlichen Arbeitsbeschaffungsprogramm kam es nicht. In der Folge verlor die Regierung Brüning zunehmend an Vertrauen in der Bevölkerung.
Problematischer für die Regierung war, dass Brüning allmählich das Vertrauen von Hindenburg verlor. Ein Faktor war ausgerechnet die erfolgreiche Wiederwahl Hindenburgs. Dieser nahm es übel, dass er seine Wiederwahl auch dem Zentrum und der SPD verdankte. Dies machte er Brüning persönlich zum Vorwurf.
Auf Basis einer Notverordnung des Reichspräsidenten erließ das Kabinett Brüning am 13. April ein Verbot von SA und SS. Damit beugte sich die Regierung dem Druck verschiedener Landesregierungen, insbesondere der preußischen, die eine energische staatliche Abwehr gegen die Gewalttätigkeiten der NSDAP verlangten. Bei Hausdurchsuchungen war die Polizei zudem auf konkrete Pläne für einen politischen Umsturz gestoßen. Hindenburg hatte seine Zustimmung zu diesem Schritt nur widerwillig getan. Er war verärgert, dass nicht auch das Reichsbanner Schwarz-Rot-Gold verboten wurde. Dies nutze Kurt von Schleicher aus, um gegen Brüning und vor allem Wilhelm Groener zu arbeiten. Dieser musste am 12. Mai zurücktreten. Schleicher verhandelte hinter den Kulissen bereits über eine neue Regierung unter Einschluss der NSDAP. Zur Bedingung einer möglichen (und letztlich nicht verwirklichten) Regierungsbeteiligung machte Hitler den Sturz Brünings, die Aufhebung des SA-/ SS-Verbotes und Neuwahlen.
Der letzte Faktor war der Streit um die Osthilfe. Die Regierung plante überschuldete Güter aufzukaufen, diese aufzuteilen und das Land an Siedler zu vergeben. Damit stießen sie auf Widerstand der Gutsbesitzer, die beim Reichspräsidenten gegen den angeblichen „Agrarbolschewismus“ protestierten. Auch unter Einfluss der näheren Umgebung (Kamarilla) entschied sich Hindenburg zur Entlassung Brünings.
Brüning berichtet, am 30. Mai 1932 von Hindenburg empfangen worden zu sein. Der Reichspräsident habe seine Brille aufgesetzt, „nach einem bereitliegenden Bogen Papier gegriffen und vorgelesen […]: Die Regierung erhalte, da sie unpopulär sei, von ihm nicht mehr die Erlaubnis, neue Notverordnungen zu erlassen; auch Personalveränderungen werde der Reichspräsident nicht mehr zustimmen. Als der Kanzler daraufhin erklärte, er werde das Kabinett zusammenrufen und dessen Gesamtdemission beschließen lassen, drängte ihn der Reichspräsident noch zur Eile. Am folgenden Tag trat die Regierung Brüning zurück.“ Am 1. Juni 1932 wurde Franz von Papen auf Betreiben seines alten Freundes Kurt von Schleicher durch den Reichspräsidenten Paul von Hindenburg als Nachfolger von Brüning zum Reichskanzler ernannt.